# 東方鱨
東方鱨，為輻鰭魚綱鯰形目鱨科的其中一種，為熱帶淡水魚類，分布於非洲坦尚尼亞Pangani河流域。其种加词“orientalis”意为“东方的”。

## 形态
本魚頭部扁平，上方平滑具有細條紋，吻部截形，突出超過上頷，體上部褐色或橄欖色，腹部白色，背鰭及脂鰭具有黑點，尾鰭深分叉，背鰭硬棘1，背鰭軟條9-10枚，臀鰭軟條13-14枚，體長可達44.7公分，棲息在河川深水域，生活習性不明，可做為食用魚。